# Thierry Figueira
Thierry César Figueiredo Filho (ur. 16 maja 1978 w Rio de Janeiro) – brazylijski aktor telewizyjny i teatralny.
W 1998 roku wystąpił na scenie w São Paulo jako Aramis w sztuce D'Artagnan i trzej muszkieterowie (D'Artagnan e Os Três Mosqueteiros) wg powieści Aleksandra Dumasa. W sezonie artystycznym 2008/2009 zagrał w przedstawieniu Cyrano Edmonda Rostanda jako Cristiano. W 2010 roku w Teatro do Leblon Rio de Janeiro w spektaklu A Marca do Zorro wcielił się w tytułową postać Zorro/Don Diego.

## Wybrana filmografia
- 1994: A Viagem jako Guga
- 1995: Cara e Coroa jako Pedro Alcântara Prates
- 1996: Caça Talentos jako Danilo Stompanato
- 1996: Malhação jako Gabriel
- 1997: O Amor Está no Ar jako Rodrigo
- 1997: Malhação jako Lau
- 1999: Vila Madalena jako Hugo Lopes
- 1999: D'Artagnan e Os Três Mosqueteiros jako Aramis
- 2000: Aquarela do Brasil jako Milton
- 2000: Bambuluá jako Árion
- 2001: Zorra Total jako Mateus
- 2003: Canavial de Paixões jako João de Deus
- 2004: Seus Olhos jako Artur
- 2012: Król Dawid (Rei Davi) jako Ziba
- 2012: Balacobaco jako Patrick Pimenta
- 2014: Milagres de Jesus jako Gabriel
- 2015: Vitória jako Oliveira
- 2015: Dziesięć przykazań (Os Dez Mandamentos) jako Aníbal